# Enric Folch i Soler
Enric Folch i Soler (Vilassar de Dalt, Maresme, 9 d'abril de 1964) és un guionista i director de cinema català. El 1987 es llicencià en ciències de la informació a la Universitat Autònoma de Barcelona. Ha estudiat a la London International Film School fins 1992 i ha estat professor de l'ESCAC - Escola Superior de Cinema i Audiovisuals de Catalunya del 1997 al 2008. Actualment és professor del Màster d'interpretació a Barcelona a La Bobina.
El 1990 va guanyar el premi al millor curtmetratge del Festival Internacional de Cinema Fantàstic de Sitges per For God's Sake. El 2003 va dirigir Tempus fugit, amb la que va guanyar el Silver Scream a l'Imagine Film Festival, la Nimfa d'Or Festival de Televisió de Montecarlo, el premi del Festival of Fantastic Films i el del Festival de la Comèdia de Peníscola. El 2016 fou nominat al Gaudí a la millor pel·lícula per a televisió per El mètode Grönholm.

## Filmografia
Cinema
- Presumptes implicats (2007)
- Tempus fugit (2003)
- Cabell d'àngel (2001)
- Dues dones (1998)
- El mètode Grönholm (2012)

Televisió
- Psico express (2002)
- Abuela de verano (2005)
- Doctor Mateo (2009 - 2011)
- 39+1 (2014)